# Ledigenheim Berlin-Wedding

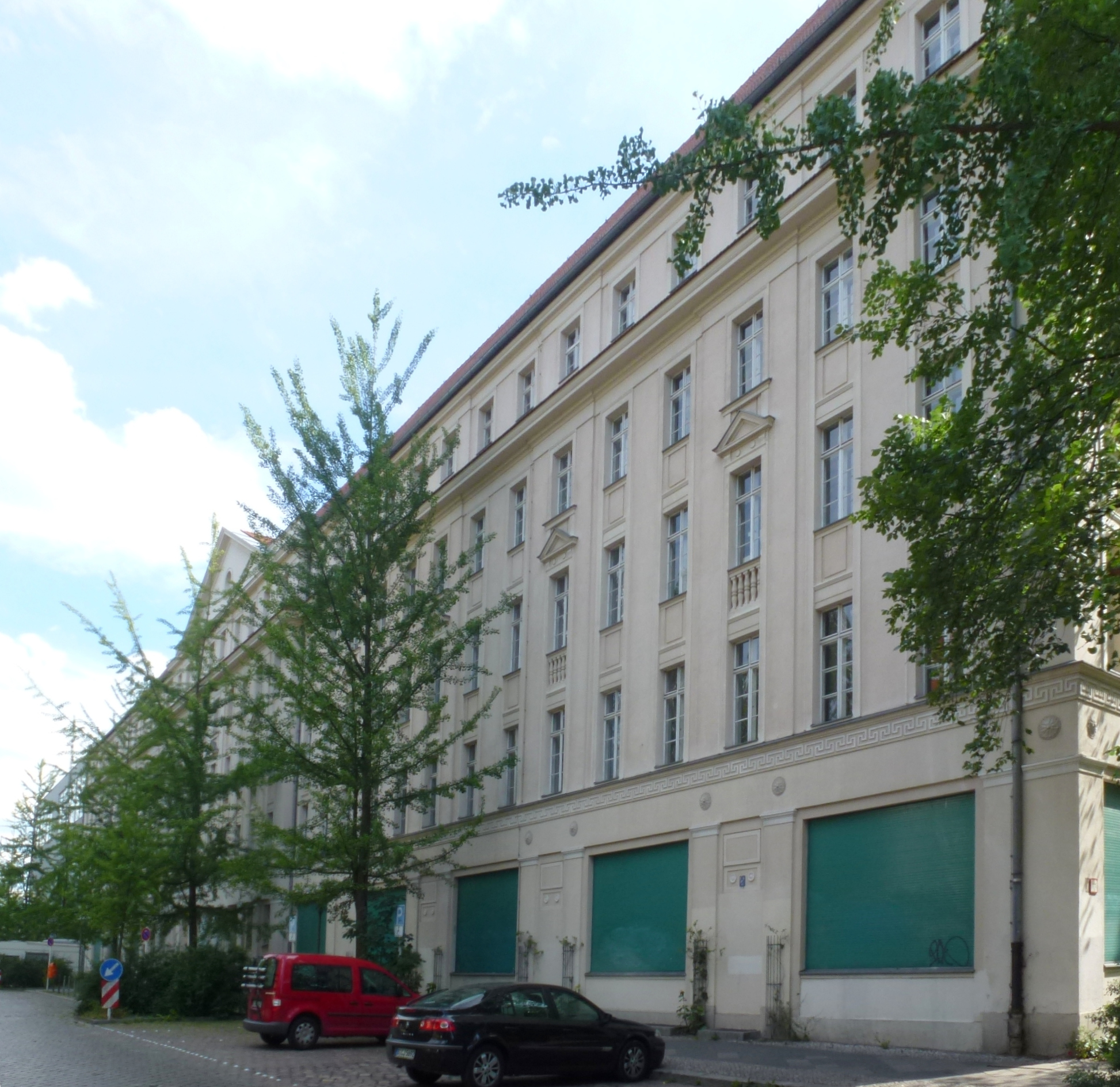
Ledigenheim in der Schönstedtstraße, 2016

Das Ledigenheim Berlin-Wedding (ⓘ) für Männer im früheren Bezirk Wedding (heute: Bezirk Mitte, Ortsteil Gesundbrunnen) war das größte Wohnheim zur Milderung der Wohnungsnot nach der Industrialisierung des Berliner Nordens.

## Entstehung und Lage
Unter den Projekten einer philanthropischen oder genossenschaftlichen Wohnreform um 1900 war das ab 1914 begonnene und 1917 eröffnete Männerwohnheim die für den Berliner Norden wichtigste Gründung. Sein Standort war am Brunnenplatz neben dem neuen Amtsgericht Wedding, mit dem Haupteingang in der Schönstedtstraße. Es ist ein bis heute erhaltener großer rechteckiger Bau, dessen nördliche Seite in der Orthstraße dem Lauf der Panke folgend leicht abgeschrägt verläuft. Ein Mittelflügel des Gebäudes trennt zwei Innenhöfe.
Die Errichtung des Heims geht auf einen 1912 vom 1889 gegründeten Verein zur Besserung der kleinen Wohnung ausgeschriebenen Wettbewerb zurück. Der Verein war eine Kapitalgesellschaft, die sich in gemeinnütziger Absicht mit einer beschränkten Rendite begnügte, jedoch die Verfügung über ihre Bauten behielt. Allerdings war diese Basis ökonomisch so wenig tragfähig, dass schon 1920 die Stadt Berlin das Heim übernahm.

## Anlage und ursprüngliche Funktion
Hier wie andernorts in Berlin und in anderen deutschen Industriegebieten wurde die neue Einrichtung des Ledigenheims volkstümlich als „Bullenkloster“ bekannt. Der klassizistisch gestaltete Bau am Brunnenplatz bot Wohnraum für 500 Männer, von insgesamt 1800 Einzel- und Mehrbettzimmern für ledige Personen in den vier vergleichbaren Ledigenhäusern im Berlin des frühen 20. Jahrhunderts. Unter ihnen galt die Anlage am Brunnenplatz als die modernste. Ihre anfängliche Aufgabe war die einer sozialhygienisch und moralisch sinnvollen Alternative zum verbreiteten  Schlafstellenwesen unter den in die Stadt strömenden arbeitenden Männern. Allerdings verfügte die Stadtverwaltung als Eigentümerin des Heims seit 1920, dass die Hälfte der Wohnräume für Studenten reserviert wurden. Zu dieser Gruppe gehörte ab 1921 Georg Benjamin, der als teilnehmender Beobachter seine Dissertation dem Thema der Ledigenheime widmete. Auch unter den anderen Mietern entsprach die soziale Zusammensetzung im Ledigenheim nicht den ursprünglichen Erwartungen. Gelernte und ungelernte Arbeiter waren als Mieter in der Minderheit gegenüber Angestellten, Technikern und Ingenieuren.
Im Erdgeschoss des Hauses befanden sich die Verwaltungsräume des Heims, Läden für den täglichen Bedarf sowie Wannen- und Brausebäder. Die Zimmer in den darüber liegenden vier Stockwerken, fast ausschließlich Einzelzimmer, waren etwa acht Quadratmeter groß und gut belüftbar. Für je neun Zimmer stand eine Toilette zur Verfügung, außerdem pro Etage je drei geflieste Waschräume. Zu den modernen Infrastrukturen zählten die elektrische Beleuchtung, eine Dampfheizungsanlage und ein Müllschlucker, sogar ein Dachgarten und außerdem einige Gemeinschaftsräume. Jede Etage hatte auch einen einzigen, für 120 Zimmer jedoch kaum zureichenden, Kochraum. Die einfache Ausstattung der Einzelzimmer beschreibt Georg Benjamin in seiner Dissertation „Eiserne Bettstellen mit Seegrasmatratzen, Schrank, Tisch; ein bis zwei Stühle und ein einfaches Waschgestell bilden das Mobiliar.“ Anfänglich wurden die Zimmer täglich, bald jedoch nur noch wöchentlich gereinigt.

## Die Entwicklung des Heims bis zum Zweiten Weltkrieg
Schon bald nach der Eröffnung geriet das Ledigenheim in immer größere Finanzierungsschwierigkeiten. Die Schere zwischen Mieteinnahmen und nötigen Ausgaben vergrößerte sich in der Inflationszeit und führte bald zu immer stärkeren Leistungseinschränkungen durch die Verwaltung. Benjamins Dissertation nannte die Defizite für die Zeit seines Mietverhältnisses im Heim: 

„Bereits in den ersten fünf Monaten des neuen Rechnungsjahres bestand eine Überschreitung des Etats um 11/2 Millionen Mark, veranlaßt vor allem durch die hohen Heizungskosten.“

Die Mietpreise stiegen beständig und schlossen immer mehr Wohnungssuchende als Mieter aus. In der Weltwirtschaftskrise ab 1929 führten immer größere Zahlungsprobleme und Mietrückstände im folgenden Jahr zu einem öffentlichkeitswirksamen Mieterstreik. Dies in einer Zeit fehlender Alternativen, in der das Bezirksamt Wedding erklärte: „Die Wohnungsnot ist im Lauf der letzten Jahre ständig größer geworden.“ Der Streik wurde besonders von den zahlreichen politisch Organisierten, vor allem in den linken Parteien, unter den Heimbewohnern unterstützt. So war u. a. das Ledigenheim nach Zeitzeugenberichten regelmäßiger Treffpunkt der Jungsozialisten. Dies veranlasste die nationalsozialistische Verwaltung nach 1933 wegen einer von ihr befürchteten kommunistischen Unterwanderung des Ledigenheims zu seiner allmählichen Entmietung und zur Umwidmung vieler Räume für Büro- und Verwaltungsfunktionen. Dennoch wurde bis 1945 auf Stadtplänen die Bezeichnung des Gebäudes als Ledigenheim beibehalten.

## Nachgeschichte
Nach 1945 wurde die Wohnform des Weddinger Ledigenheims, wie an allen Berliner Standorten, in denen sie nicht in ein Studentenheim umgewandelt wurde, vollständig aufgegeben. Das Gebäude ging in die Verfügung der West-Berliner Bezirksverwaltung über. Es diente über Jahrzehnte wechselnden Verwaltungsfunktionen, u. a. als Polizeirevier und als Kleiderkammer des benachbarten Amtsgerichtes Wedding. Zwischendurch wurden nach 1970 für zwei Zwecke auch die Wohnmöglichkeiten des Gebäudes genutzt: als Asylbewerbergebäude vom Deutschen Roten Kreuz sowie für Umsiedler aus der DDR. Nach 1990 wurden solche Wohnfunktionen jedoch zugunsten verschiedener Justizbereiche beendet, die sich heute auf den einzelnen Etagen in die Nutzung des Gebäudes teilen. Zu ihnen gehören ein Standesamt, soziale Dienste wie die Gerichts- und Bewährungshilfe, die Pfandkammer der Gerichtsvollzieher und, vor allem, die Finanzgerichtsbarkeit regionaler und europäischer Mahnverfahren. Dabei ist das Gebäude in seiner ursprünglichen äußeren Form ganz erhalten und wurde nur des Öfteren einem inneren Umbau und einer Gesamtsanierung unterzogen.